# 姆諾加河
姆諾加河（烏克蘭語：Многа），是烏克蘭的河流，位於該國北部切爾尼戈夫州和波爾塔瓦州，屬於烏代河的左支流，發源自奧斯塔皮夫卡以西，河道全長59公里，流域面積589平方公里。